# Павервайоленс
Павервайоленс або пауервайоленс — піджанр хардкор-панку, який тісно пов'язаний з трешкором і ґрайндкором та характеризується надзвичайно дисонансним і швидким звучанням. На відміну від ґрайндкору, який є поміссю жанрів та містить музичні аспекти хеві-металу та хардкор-панку, павервайоленс характеризується збільшенням найважчих елементів хардкор-панку. Як і його попередники, павервайоленс зазвичай має соціально-політичний та іконоборчий характер.

## Історія
Гурт Siege вважають піонерами павервайоленсу. Також серед тих, хто вплинув на формування жанру, зазначають гурт Infest. На початку 1990-х років цей мікрожан зміцнівся та прийняв форму, за якою він є відомим зараз. Найкращими прикладами цього є такі гурти, як Man Is The Bastard, Crossed Out, Neanderthal, No Comment та Capitalist Casualties. Павервайоленс-гурти черпали натхнення з творчості гуртів Siege, SSD, Deep Wound, Neon Christ, Hirax, Impact Unit, Dirty Rotten Imbeciles, Negative FX та Corrosion of Conformity.
Лейбл Slap-a-Ham Records вокаліста та басиста Spazz Кріс Доджа був невід'ємною частиною часів стрімкого зростання та спаду павервайоленса. На ньому були випущені впливові для жанру роботи гуртів Neanderthal, No Comment, Crossed Out, Infest, Slight Slappers та Spazz. Також з 1993 по 2000 рік лейбл проводив щорічний фестиваль павервайоленсу Fiesta Grande. Лейбл 625 Thrashcore (заснований барабанщиком Spazz Максом Вордом) почав проводити подібний тематичний фестиваль у 2003 році під назвою Super Sabado Gigante.
Хоча павервайоленс тісно пов'язаний з трешором (який часто називають просто «трешем»), він помітно відрізняється від треш-металу як звучанням, так і підходом.

## Стиль
Хоча термін «павервайоленс» спочатку включав ряд стилістично різноманітних гуртів, ним зазвичай позначаються гурти, музика яких зосереджена на швидкості, стислості, зривах і постійних змінах темпу. Пісні в жанрі павервайоленс часто дуже короткі, деякі тривають менше двадцяти секунд. Такі гурти, як Man Is the Bastard, Plutocracy та No Le$$ черпали натхнення з прогресивного року і джазового ф'южену.
Павервайоленс-гурти, як правило, тяжіють до сирості та відсутності обробки. Це стосується як їхнього звучання, так і упаковки. Деякі гурти (наприклад, Man Is the Bastard і Dystopia) надихалися анархо-панком та краст-панком, роблячи акцент у своїй творчості на правах тварин та антимілітаризмі. Такі гурти, як Despise You та Lack of Interest, писали тексти про мізантропію, наркотики та проблеми міста. З іншого боку, такі групи, як Spazz або Charles Bronson, писали тексти, у яких висміювали інтереси шанувальників хардкору та металу. Їхні тексти часто містили внутрішні жарти, які стосувалися конкретних людей, більшість яких була незнайома людям поза гуртом.
До гуртів, пов'язаних із павервайоленсом, відносять The Locust, Dropdead, Black Army Jacket, Hellnation та Rorschach. Дум-метал-гурт Burning Witch (чия музика випускалася на лейблі Slap-A-Ham) часто виступав разом із павервайоленс-гуртами.

## Спадщина і вплив
Павервайоленс-гурти мали сильний вплив на пізніший розвиток ґрайндкору, наприклад, гурту Agoraphobic Nosebleed. Марк Маккой з Charles Bronson продовжив кар'єру, створивши Das Oath, популярного трешкор-гурту. Учасники гурту Man Is the Bastard пізніше утворили Bastard Noise.
Декілька гуртів зі сцени павервайоленсу 1990-х років, включаючи Bastard Noise, ранній Ceremony, Capitalist Casualties, Despise You, Lack of Interest, Infest, Slight Slappers та Stapled Shut, продовжили писати музику та виступати десятиліттями пізніше. Nails, Magrudergrind і Full of Hell вважаються сучасними павервайоленс-гуртами.

### Емовайоленс
Емовайоленс являє собою жанр, який поєднує в собі елементи павервайоленсу та скримо. Загальні риси, які спільні для груп емовайоленсу, включають скрімінг, бласт-біти, широке використання фідбеку підсилювача та невеликі мелодійні відрізки. Термін «емовайоленс» був жартома створений групою In/Humanity, а до гуртів, що пов'язані з цим терміном, зазвичай відносять Orchid, Usurp Synapse, Jeromes Dream та Pg. 99.

## Павервайоленс в Україні
Пік активності павервайоленс-сцени України припав приблизно на 2008-2012 роки. Такі гурти, як Gaz-66 Intrusion, Сойа, Getcold і Worse активно видавали релізи та виступали в цей період. 
Довгий час жодної активності в рамках стилю не було, але протягом останніх пари років з'явились нові українські павервайоленс гурти Private Pyle та Assholes.